# Nikolaus Graf von Luckner
Nikolaus Graf von Luckner (* 24. Februar 1894 in Friedeberg (Neumark); † 24. September 1966 in Meerholz) war ein deutscher Generalmajor.

## Laufbahn
Luckner trat 1912 in die Armee ein und wurde nach entsprechender Ausbildung als Leutnant und Ordonnanzoffizier im 4. Grenadier-Regiment eingesetzt. Zu Beginn des Ersten Weltkriegs durchlief er eine Ausbildung zum Kampfpiloten und wurde anschließend als Pilot des 45. Feldflugbataillon übernommen. Bei einem Einsatz wurde er hinter den feindlichen Linien abgeschossen, konnte sich jedoch retten und zum Heimatstandort zurückkehren. Nach einem viermonatigen Genesungsurlaub nahm Luckner seine Fliegerlaufbahn wieder auf und wurde vor allem als Fluglehrer an mehreren Standorten eingesetzt. Nach dem Krieg wurde sein Verband demobilisiert und Luckner ging 1920 in den vorzeitigen militärischen Ruhestand.
Im Jahr 1933 trat Luckner zunächst als Angestellter in die Wehrmacht ein und wurde als Berater im Reichsluftfahrtministerium übernommen. Im Juli 1934 nahm er seinen militärischen Dienst wieder auf und erhielt eine Verwendung als Geschwaderhauptmann in der Luftflotte 1, wo er 1935 zum Major und 1937 zum Oberstleutnant befördert wurde. Vom 1. Juli 1938 bis zum 24. September 1940 leitete er als Oberst und Kommandant den Fliegerhorst Schönwalde bei Berlin und war zugleich Kommandeur der dortigen Flieger-Übungs- und Ausbildungsstelle und Flugzeugführerschule. Während des Zweiten Weltkrieges war er von 1940 bis 1943 Kommandant der Luftwaffenbasis und Luftkriegsschule 3 in Wildpark-Werder. In dieser Zeit entwarf und verlieh er die Ehrenmedaille der Luftkriegsschule 3 als nichttragbare Auszeichnung. Am 1. April 1944 wurde Luckner zum Generalmajor befördert und geriet bei Kriegsende in amerikanische Gefangenschaft, aus der er am 3. März 1947 entlassen wurde.
Luckner war seit dem 16. Oktober 1919 mit Barbara Eleonore zur Lippe-Biesterfeld (* 30. Januar 1897; † 16. Januar 1983) verheiratet.